# Gonnari Comit de Salanis
Gonnari-Comit de Salanis (Gonnari-Comita de Salanis) fou jutge d'Arborea i Torres al segle xi.
És possible que fora el pare de Torchitorio Barisó de Lacon-Gunale. Durant la conquesta musulmana de Sardenya fou derrotat per Mujàhid, l'emir de Dàniyya, que havia atacat l'illa i s'hi va establir per un temps no gaire llarg fins que fou expulsat per pisans i genovesos.
Estava casat amb Tocode. La paraula Arborea derivava d'Arbarea, que vol dir zona de paludisme, i el jutjat tenia com a capital a Tharros.